# Silene asirensis
Silene asirensis är en nejlikväxtart som beskrevs av D.F. Chamberlain och S. Collenette. Silene asirensis ingår i släktet glimmar, och familjen nejlikväxter. Inga underarter finns listade i Catalogue of Life.